# الفيلق 35 (الفيرماخت)
الفيلق 35 (XXXV. Armeekorps) كان فيلق في الجيش الألماني خلال الحرب العالمية الثانية.

## القادة

### هوريس كوماندو XXXV
- الجنرال دير إينفانتيري ماكس فون شينكندورف (15 أكتوبر 1939 - 1 أبريل 1941)
- الجنرال دير كافاليري رودولف كوخ إيرباخ (1 أبريل 1941 - 1 مايو 1941)
- الجنرال دير أرتيليري رودولف كامبفي (1 مايو 1941 - 20 يناير 1942)

### الفيلق 35
- الجنرال دير أرتيليري رودولف كامبفي ، (20 يناير 1942 - 19 يوليو 1942)
- جينيرال لوتنانت Edgar Theißen ، (19 يوليو 1942 - 13 أغسطس 1942)
- الجنرال دير أرتيليري رودولف كامبفي ، (13 أغسطس 1942 - 1 نوفمبر 1942)
- غنرال أوبرست لوثر رندوليك ، (1 نوفمبر 1942 - 5 أغسطس 1943)
- جنرال دير إنفانتيرى فريدريش وايز (5 أغسطس 1943 - يناير 1944)
- جنرال دير المدفعية هورست جروسمان (يناير 1944 - فبراير 1944)
- الجنرال دير إنفانتيرى فريدريش ويسي (فبراير 1944 - 25 يونيو 1944)
- جينيرال لوتنانت Kurt-Jürgen Freiherr von Lützow ، (25 يونيو 1944 - 5 يوليو 1944) (تم تدمير الفيلق وأسرى الحرب)

## منطقة العمليات
- بولندا : ديسمبر 1939 - يونيو 1941
- الجبهة الشرقية، القطاع المركزي - يوليو 1941 - يوليو 1944 (تدمير الفيلق)